# Франческо Куріа
Франческо Куріа (італ. Francesco Curia; 1538, Неаполь –1608/1610, Неаполь) — італійський художник та скульптор другої половини XVI ст. Працював переважно в місті Неаполь.

## Життєпис
Рік народження позначають як 1538. Походить з родини художника Мікеле Куріа. Працював разом із батьком, навіть у роки, коли вже став видатним митцем свого часу.
Створював переважно картини біблійного характеру, іноді портрети. Відомий історик Камілло Тутіні тоді говорив про нього так: «Він відомий художник нашого часу, і настільки відомий, що його можна прирівняти до будь-якого іншого гідного художника».
Загалом його юнацькі малюнки показують сильне усвідомлення еміліанського маньєризму. Проте, цікавим фактом є те, що основні культурні орієнтири, які Франческо Куріа викриває у своїй зрілій творчості, не є неаполітанськими. Науковці стверджують, що він був учнем Леонардо да Пістойя, саме у нього він почерпнув основні риси стилю та вдало поєднав зі своїми.
Помер у місті Неаполь 1608 або 1610 р. (червень-вересень). Серед учнів художника — Фабріціо Сантафеде (1560—1634) та Іпполіто Боргезе.
Життєпис художника Франческо Куріа створив неаполітанський історіограф Бернардо де Домінічі.

## Вибрані твори

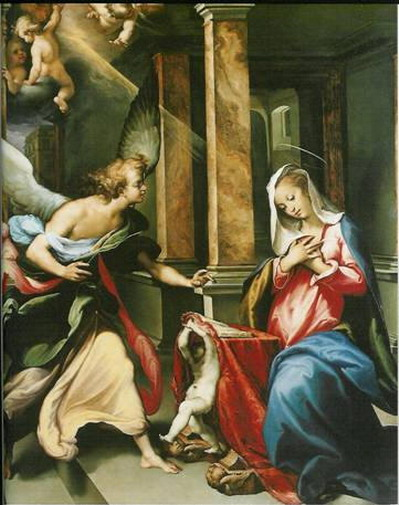
«Благовіщення», бл. 1596 р.

- «Благовіщення», бл. 1596, музей Каподімонте
- «Успіння Богородиці»
- «Алегорія францисканців»
- «Вознесіння Богородиці», 1602
- «Оплакування Христа»
- вівтар «Санта Марія та Св. Августин і Моніка», церква Благовіщення
- «Мадонна з немовлям, Св. Леонардо та Антонієм Падуанським»
- «Мадонна гори Кармель і Св. Франциск Ассізький та Франциск із Паули», 1598